# Cercle Sportif Fola Esch
CS Fola Esch (em francês: Cercle Sportif Fola Esch) é um clube de futebol situado na cidade de Esch-sur-Alzette, em Luxemburgo. Suas cores são o vermelho, o branco e o azul. Atualmente disputa a Primeira Divisão do futebol de Luxemburgo (Division Nationale - "BGL League").

## História
O clube foi formado em 1906 pelo professor de inglês Jean Roeder, sendo o primeiro clube de futebol de Luxemburgo. O nome original do clube foi FOotball and LAwn Tennis Club Esch.
Durante algum tempo, o Fola Esch foi o melhor clube do grão-ducado, tendo conquistado a Copa nacional por duas oportunidades (1922-23 e 1923-24) e emplacando quatro títulos nacionais seguidos (1917-18, 1919-20, 1921-22, 1923-24). A última conquista do Campeonato Luxemburguês pelo Fola para os próximos 83 anos foi em 1929-30, e ganhou a sua última Copa de Luxemburgo em 1954-55.
Com o crescimento do Jeunesse Esch, as demais equipes de Luxemburgo, incluindo o Fola, foram praticamente relegados a um segundo plano. Para o time do sudoeste do grão-ducado, a situação ficou dramática, chegando ao ponto do clube ser rebaixado para a inexpressiva Terceira Divisão luxemburguesa em 2005. Na temporada 2005-06, o clube voltou para o segundo escalão do futebol de Luxemburgo. 
Visando o acesso para a Primeira Divisão, o Fola Esch realizou a maior contratação de sua história: o marroquino Mustapha Hadji (que esteve em duas Copas do Mundo por seu país). Depois de subir para a Division Nationale em 2008, o Fola novamente faz parte da elite do futebol Luxemburguês. Em 2012-13, o clube ganhou o seu primeiro campeonato depois de 83 anos, seguido por outro em 2014-15. Em 2013-14, o Fola foi Vice-campeão, tal como em 2015-16, esta vez à igualdade de puntos com o campeao F91 Dudelange.

## Títulos e Campanhas Históricas
- Campeonato de Luxemburgo (19): 1904-05, 1905-06, 1906-07, 1907-08, 1908-09, 1912-13, 1917-18, 1919-20, 1921-22, 1923-24, 1929-30, 1940-41, 1941-42, 1942-43, 1943-44, 2012-13, 2014-15, 2019-20, 2020-21
- Copa da Liga Luxemburga (3): 2017-18, 2018-19, 2021-22
- Copa de Luxemburgo (16): 1922-23, 1923-24, 1954-55, 1972-73, 2002-03, 2005-06, 2007-08, 2008-09, 2009-10, 2013-14, 2014-15, 2016-17, 2017-18, 2018-19, 2019-20, 2020-21
- Supercopa de Luxemburgo (11): 1992-1993, 1993-94, 1996-97, 1999-00, 2003-04, 2006-07, 2007-08, 2009-10, 2014-15, 2019-20, 2021-22

## Resultados Internacionais
| Competição                          | Partidas | Vitórias | Empates | Derrotas | Gols Pró | Gols Contra |
| ----------------------------------- | -------- | -------- | ------- | -------- | -------- | ----------- |
| Liga dos Campeões da UEFA           | 38       | 11       | 5       | 22       | 27       | 53          |
| Liga Europa da UEFA                 | 21       | 7        | 2       | 12       | 14       | 26          |
| Liga Conferência Europa da UEFA     | 4        | 1        | 1       | 2        | 3        | 8           |
| Taça dos Clubes Vencedores de Taças | 2        | 1        | 0       | 1        | 2        | 5           |